# Guillaume Mauger
Pour les articles homonymes, voir Mauger.
Guillaume Mauger, mort le 22 janvier 1356, est un évêque de Séez du XIVe siècle.

## Biographie
Mauger est évêque de Séez à partir de 1320. Il participe au concile provincial présidé à Rouen, en septembre 1335, dans le monastère de Notre-Dame du Pré, par Pierre Roger, devenu ensuite Clément VI. Il participe ensuite à celui de décembre 1342, dans la chapelle de l'archevêché. 
Guillaume soutient avec la plus grande énergie les privilèges de son église contre les prétentions de Charles d'Alençon sur le temporel de l'évêché de Séez. L'arrêt obtenu par Thomas d'Aunou en 1272 est confirmé en 1323, et la mort du comte, arrivée en 1325, donne la tranquillité à l'évêque Guillaume Mauger.
Guillaume confirme la fondation de l'hôpital de Saint-Mathurin d'Écouché en 1344. En 1347, il approuve la fondation de la chapelle de Notre Dame de Bonvouloir, dans l'église de Saint-Thomas, à Argentan.